# Cryptocarya andamanica
Cryptocarya andamanica är en lagerväxtart som beskrevs av Joseph Dalton Hooker. Cryptocarya andamanica ingår i släktet Cryptocarya och familjen lagerväxter. Inga underarter finns listade i Catalogue of Life.